# Zatavua voahangyae
Zatavua voahangyae är en spindelart som beskrevs av Huber 2003. Zatavua voahangyae ingår i släktet Zatavua och familjen dallerspindlar.
Artens utbredningsområde är Madagaskar. Inga underarter finns listade i Catalogue of Life.